# (8560) Tsubaki
(8560) Tsubaki es un asteroide perteneciente al cinturón de asteroides, región del sistema solar que se encuentra entre las órbitas de Marte y Júpiter.
Fue descubierto el 20 de septiembre de 1995 por Kin Endate y Kazuro Watanabe desde el observatorio de Kitami.

## Designación y nombre
Designado provisionalmente como 1995 SD5, fue nombrado en honor a Takio Tsubaki (1935-1999) quien fue un físico solar preocupado particularmente por el estudio observacional de la corona solar y las prominencias. Se desempeñó como decano en la Universidad de Shiga, en la junta directiva de la Sociedad Astronómica de Japón y en el Comité de Física Solar del Observatorio Astronómico Nacional.

## Características orbitales
Tsubaki está situado a una distancia media del Sol de 2,958 ua, pudiendo alejarse hasta 3,169 ua y acercarse hasta 2,747 ua. Su excentricidad es 0,071 y la inclinación orbital 13,390 grados. Emplea 1858,31 días en completar una órbita alrededor del Sol.

## Características físicas
La magnitud absoluta de Tsubaki es 12,77. Tiene 18,952 km de diámetro y su albedo se estima en 0,059.